# ها سيوك جو
ها سيوك جو مواليد 20 فبراير 1968 في محافظة هاميانغ، غيونغسانغ الجنوبية، كوريا الجنوبية، هو لاعب كرة قدم كوري جنوبي دولي سابق كان يلعب في مركز الوسط وهو الآن مدرب كرة قدم. سبق له أن لعب في كأس العالم لكرة القدم مع منتخب بلاده وذلك في مونديال 1994 و1998. لعب خلال مسيرته 297 مباراة سجل خلالها 50 هدفاً.

## المسيرة الاحترافية
في الأندية، لعب في الدوري الكوري الجنوبي لصالح (نادي بوسان أي بارك ونادي بوهانغ ستيلرز) وفي الدوري الياباني لصالح (نادي سيريزو أوساكا ونادي فيسيل كوبه). لم يفز بأي شيء في اليابان، لكنه فاز في الدوري الكوري الجنوبي عامي 1991 و1997 وكأس رابطة كوريا الجنوبية عام 1997.

## المشاركة الدولية
لعب ها مع منتخب المنتخب الكوري الجنوبي الوطني (95 مباراة سجل خلالها 23 هدفًا) وكان مشاركًا في كأس العالم 1994 وكأس العالم 1998. في عام 1996 شارك في الألعاب الأولمبية لعام 1996 وكأس آسيا عام 1996. وكان لاعبًا مميزًا في جميع مباريات هاتين المسابقتين، دون تسجيل هدف واحد.
شارك في كأس آسيا 2000 (بديلان أمام الكويت وإيران) وفي كأس القارات 2001 (مباراة واحدة فقط ضد فرنسا كبديل). حصلت كوريا على المركز الثالث في كأس آسيا 2000.
كان ها معروفًا بقدمه اليسرى، لأنه كان أحد اللاعبين الكوريين القلائل الذين يلعبون بالقدم اليسرى في ذلك الوقت. في نهائيات كأس العالم 1998 لعب ها مباراة ضد المكسيك، أول مباراة لكوريا الجنوبية، وكان أول هداف كوري جنوبي في هذه النسخة، حيث سجل هدفا في الدقيقة 28 في المباراة الافتتاحية لكوريا الجنوبية. لكن بعد دقيقتين، تم طرده في مواجهة انزلاقية من الخلف. لم يلعب في المباراة ضد هولندا بسبب بطاقته الحمراء. عاد للمباراة ضد بلجيكا دون تسجيل.

## إحصائيات الأندية
| بيانات النادي | بيانات النادي      | بيانات النادي                  | الدوري | الدوري  | الكأس                      | الكأس                      | كأس الدوري          | كأس الدوري          | المجموع | المجموع |
| الموسم        | النادي             | الدوري                         | الظهور | الأهداف | الظهور                     | الأهداف                    | الظهور              | الأهداف             | الظهور  | الأهداف |
| كوريا         | كوريا              | كوريا                          | الدوري | الدوري  | كأس الاتحاد الكوري الجنوبي | كأس الاتحاد الكوري الجنوبي | كأس الدوري الكوري   | كأس الدوري الكوري   | المجموع | المجموع |
| ------------- | ------------------ | ------------------------------ | ------ | ------- | -------------------------- | -------------------------- | ------------------- | ------------------- | ------- | ------- |
| 1990          | نادي بوسان أي بارك | دوري كوريا الجنوبية لكرة القدم | 24     | 4       | —                          | —                          | —                   | —                   | 24      | 4       |
| 1991          | نادي بوسان أي بارك | دوري كوريا الجنوبية لكرة القدم | 34     | 7       | —                          | —                          | —                   | —                   | 34      | 7       |
| 1992          | نادي بوسان أي بارك | دوري كوريا الجنوبية لكرة القدم | 22     | 5       | —                          | —                          | 7                   | 0                   | 29      | 5       |
| 1993          | نادي بوسان أي بارك | دوري كوريا الجنوبية لكرة القدم | 9      | 0       | —                          | —                          | 2                   | 0                   | 11      | 0       |
| 1994          | نادي بوسان أي بارك | دوري كوريا الجنوبية لكرة القدم | 16     | 4       | —                          | —                          | 0                   | 0                   | 16      | 4       |
| 1995          | نادي بوسان أي بارك | دوري كوريا الجنوبية لكرة القدم | 27     | 3       | —                          | —                          | 7                   | 4                   | 34      | 7       |
| 1996          | نادي بوسان أي بارك | دوري كوريا الجنوبية لكرة القدم | 22     | 11      | ?                          | ?                          | 4                   | 0                   | 26+     | 11+     |
| 1997          | نادي بوسان أي بارك | دوري كوريا الجنوبية لكرة القدم | 4      | 0       | ?                          | ?                          | 9                   | 4                   | 13+     | 4+      |
| اليابان       | اليابان            | اليابان                        | الدوري | الدوري  | كأس إمبراطور اليابان       | كأس إمبراطور اليابان       | كأس الدوري الياباني | كأس الدوري الياباني | المجموع | المجموع |
| 1998          | سيريزو أوساكا      | الدوري الياباني الدرجة الأولى  | 17     | 2       | 0                          | 0                          | 0                   | 0                   | 17      | 2       |
| 1998          | فيسيل كوبه         | الدوري الياباني الدرجة الأولى  | 9      | 2       | 2                          | 1                          | 0                   | 0                   | 11      | 3       |
| 1999          | فيسيل كوبه         | الدوري الياباني الدرجة الأولى  | 28     | 7       | 0                          | 0                          | 1                   | 0                   | 29      | 7       |
| 2000          | فيسيل كوبه         | الدوري الياباني الدرجة الأولى  | 28     | 2       | 4                          | 0                          | 1                   | 0                   | 33      | 2       |
| كوريا         | كوريا              | كوريا                          | الدوري | الدوري  | كأس الاتحاد الكوري الجنوبي | كأس الاتحاد الكوري الجنوبي | كأس الدوري الكوري   | كأس الدوري الكوري   | المجموع | المجموع |
| 2001          | بوهانغ ستيلرز      | دوري كوريا الجنوبية لكرة القدم | 25     | 3       | ?                          | ?                          | 6                   | 0                   | 31+     | 3+      |
| 2002          | بوهانغ ستيلرز      | دوري كوريا الجنوبية لكرة القدم | 26     | 0       | ?                          | ?                          | 8                   | 0                   | 34+     | 0+      |
| 2003          | بوهانغ ستيلرز      | دوري كوريا الجنوبية لكرة القدم | 6      | 0       | 0                          | 0                          | —                   | —                   | 6       | 0       |
| البلد         | كوريا              | كوريا                          | 215    | 37      | 0+                         | 0+                         | 29                  | 8                   | 244+    | 45+     |
| البلد         | اليابان            | اليابان                        | 82     | 13      | 6                          | 1                          | 2                   | 0                   | 90      | 14      |
| الإجمالي      | الإجمالي           | الإجمالي                       | 297    | 50      | 6+                         | 1+                         | 31                  | 8                   | 334+    | 59+     |

## إحصائيات المنتخب الوطني
| منتخب كوريا الجنوبية | منتخب كوريا الجنوبية | منتخب كوريا الجنوبية |
| التاريخ              | الظهور               | الأهداف              |
| -------------------- | -------------------- | -------------------- |
| 1991                 | 5                    | 5                    |
| 1992                 | 4                    | 0                    |
| 1993                 | 17                   | 9                    |
| 1994                 | 18                   | 2                    |
| 1995                 | 3                    | 0                    |
| 1996                 | 12                   | 1                    |
| 1997                 | 19                   | 3                    |
| 1998                 | 6                    | 1                    |
| 1999                 | 2                    | 0                    |
| 2000                 | 5                    | 1                    |
| 2001                 | 4                    | 1                    |
| مجموع                | 95                   | 23                   |

## الأهداف الدولية
| التاريخ        | المكان   | الخصم                    | الأهداف  | النتيجة | المنافسة                                |
| -------------- | -------- | ------------------------ | -------- | ------- | --------------------------------------- |
| 9 يونيو 1991   | سول      | إندونيسيا                | هدف واحد | 3–0     | كأس الرئيس 1991                         |
| 11 يونيو 1991  | سول      | مالطا                    | هدف واحد | 1–1     | كأس الرئيس 1991                         |
| June 16, 1991  | سول      | مصر                      | هدفان    | 2–0     | كأس الرئيس 1991                         |
| 27 يوليو 1991  | ناغاساكي | اليابان                  | هدف واحد | 1–0     | مباراة كوريا واليابان السنوية           |
| 28 أبريل 1993  | ألسان    | العراق                   | هدف واحد | 2–2     | مباراة ودية                             |
| 11 مايو 1993   | بيروت    | لبنان                    | هدف واحد | 1–0     | تصفيات كأس العالم 1994 (آسيا)           |
| 13 مايو 1993   | بيروت    | الهند                    | هدف واحد | 3–0     | تصفيات كأس العالم 1994 (آسيا)           |
| 15 مايو 1993   | بيروت    | هونغ كونغ                | هدف واحد | 3–0     | تصفيات كأس العالم 1994 (آسيا)           |
| 5 يونيو 1993   | سول      | هونغ كونغ                | هدف واحد | 4–1     | تصفيات كأس العالم 1994 (آسيا)           |
| 7 يونيو 1993   | سول      | لبنان                    | هدف واحد | 2–0     | تصفيات كأس العالم 1994 (آسيا)           |
| 9 يونيو 1993   | سول      | الهند                    | هدف واحد | 7–0     | تصفيات كأس العالم 1994 (آسيا)           |
| 16 أكتوبر 1993 | الدوحة   | إيران                    | هدف واحد | 3–0     | تصفيات كأس العالم 1994 (آسيا)           |
| 28 أكتوبر 1993 | الدوحة   | كوريا الشمالية           | هدف واحد | 3–0     | تصفيات كأس العالم 1994 (آسيا)           |
| 1 أكتوبر 1994  | هيروشيما | نيبال                    | هدفان    | 11–0    | كرة القدم في دورة الألعاب الآسيوية 1994 |
| 25 سبتمبر 1996 | سول      | الصين                    | هدف واحد | 3–1     | مباراة كوريا والصين السنوية             |
| 22 يناير 1997  | بريزبان  | أستراليا                 | هدف واحد | 1–2     | 1997 Opus Tournament                    |
| 2 مارس 1997    | بانكوك   | تايلاند                  | هدف واحد | 3–1     | تصفيات كأس العالم 1998 (آسيا)           |
| 4 أكتوبر 1997  | سول      | الإمارات العربية المتحدة | هدف واحد | 3–0     | تصفيات كأس العالم 1998 (آسيا)           |
| 13 يونيو 1998  | ليون     | المكسيك                  | هدف واحد | 1–3     | كأس العالم 1998                         |
| 26 أبريل 2000  | سول      | اليابان                  | هدف واحد | 1–0     | مباراة ودية                             |
| 26 أبريل 2001  | القاهرة  | مصر                      | هدف واحد | 2–1     | 2001 LG Cup                             |

## الإدارة والتدريب
انتقل إلى التدريب وقام بتدريب نادي بوهانغ ستيلرز، وجيونجنام، وحاليا تشونام دراغونز.

## التكريم
- 1989 : بطولة الجامعة الوطنية الربيعية.
- 1990 : البطولات الوطنية.
- 1992 : «بطولة الرئيس» مسابقة كرة القدم الدولية.
- 1996 : الاتحاد الآسيوي لكرة القدم، هداف أكتوبر.
- 1997 : مسابقة كأس كوريا الدولية لكرة القدم.
- 2011 : الفوز في بطولة الجامعة الوطنية الثانية عشرة لكرة القدم.
- 2012 : البطولة الوطنية الثامنة لكرة القدم الجامعية.[3]

## روابط خارجية
- ها سيوك جو على موقع الاتحاد الدولي (مؤرشف)  (الإنجليزية)
- ها سيوك جو على موقع رابطة كرة القدم اليابانية للمحترفين (اليابانية)
- ها سيوك جو على موقع دوري كوريا الجنوبية (الإنجليزية)
- ها سيوك جو على موقع قاعدة بيانات كرة القدم.إي يو (الإنجليزية)
- ها سيوك جو على موقع ناشيونال فوتبول تيمز (الإنجليزية)
- ها سيوك جو على موقع أوليمبيديا (الإنجليزية)